# Kosackernas uppror
Kosackernas uppror (italienska: La tempesta) är en fransk-italiensk äventyrsfilm från 1958 i regi av Alberto Lattuada.
Filmen är baserad på Aleksandr Pusjkins roman Kaptenens dotter.

## Utmärkelser
Filmen vann David di Donatello-priset för bästa regi och bästa produktion 1959.

## Rollista i urval
- Silvana Mangano - Masha
- Van Heflin - Emelyan Pugachov
- Viveca Lindfors - Katarina II av Ryssland
- Geoffrey Horne - Piotr Grinov
- Vittorio Gassman - åklagare
- Agnes Moorehead - Vassilissa Mironova
- Robert Keith - kapten Mironov
- Oskar Homolka - Savelic
- Finlay Currie - greve Grinov
- Laurence Naismith - major Zurin
- Helmut Dantine - Svabrin
- Fulvia Franco - Palaska
- Aldo Silvani - påve Gerasim
- Claudio Gora - Katarina II:s minister